# Kitakyūshū

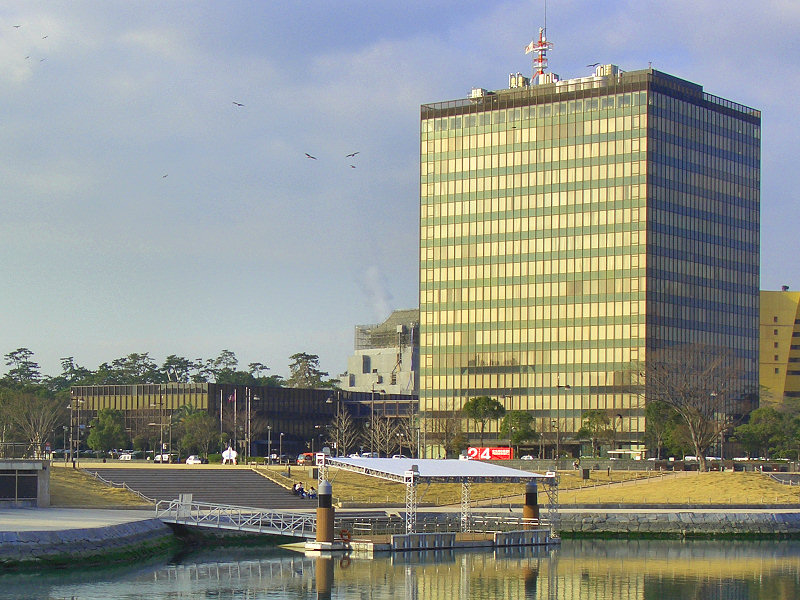
Primăria

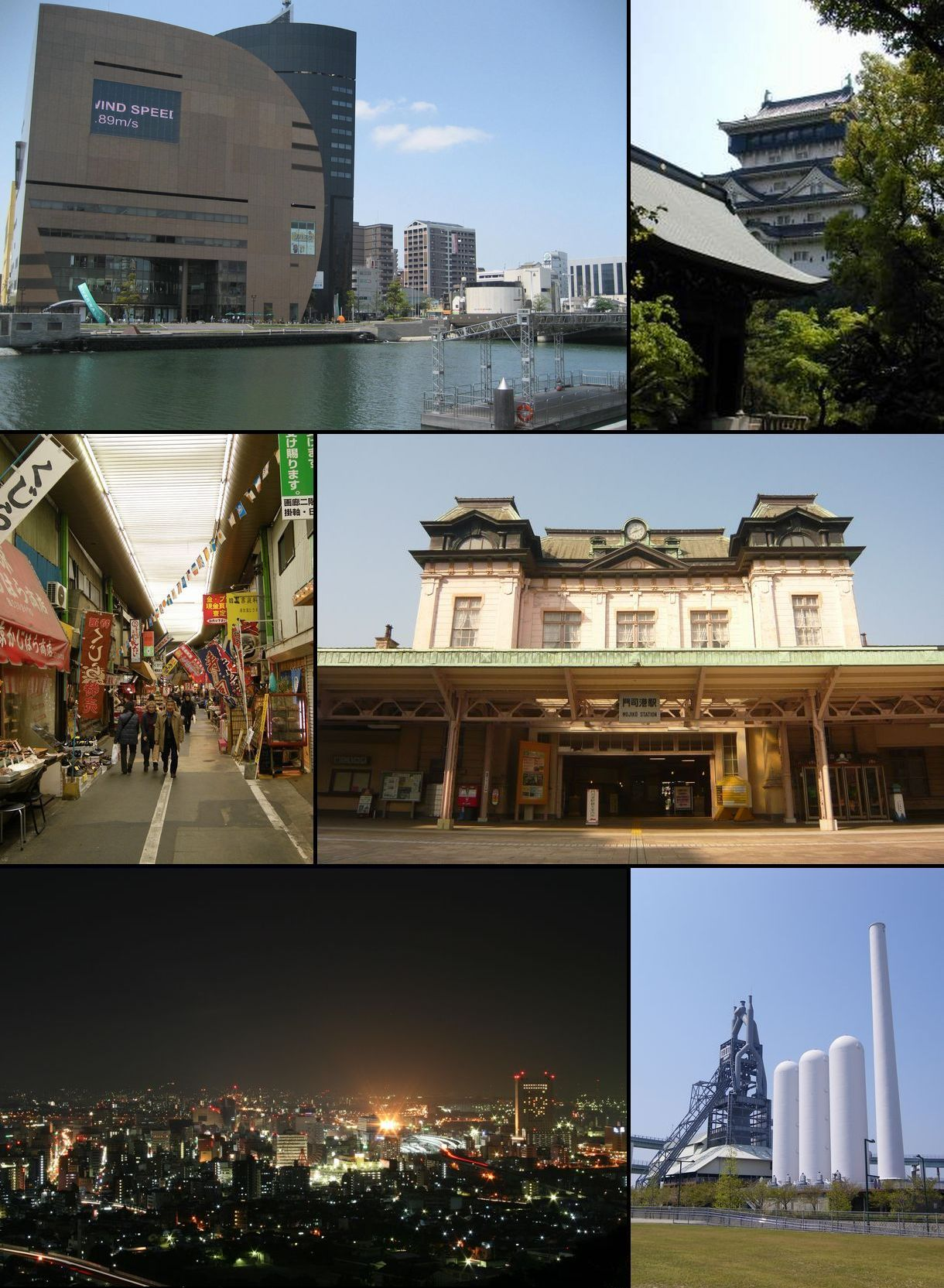
Kitakyūshū, colaj

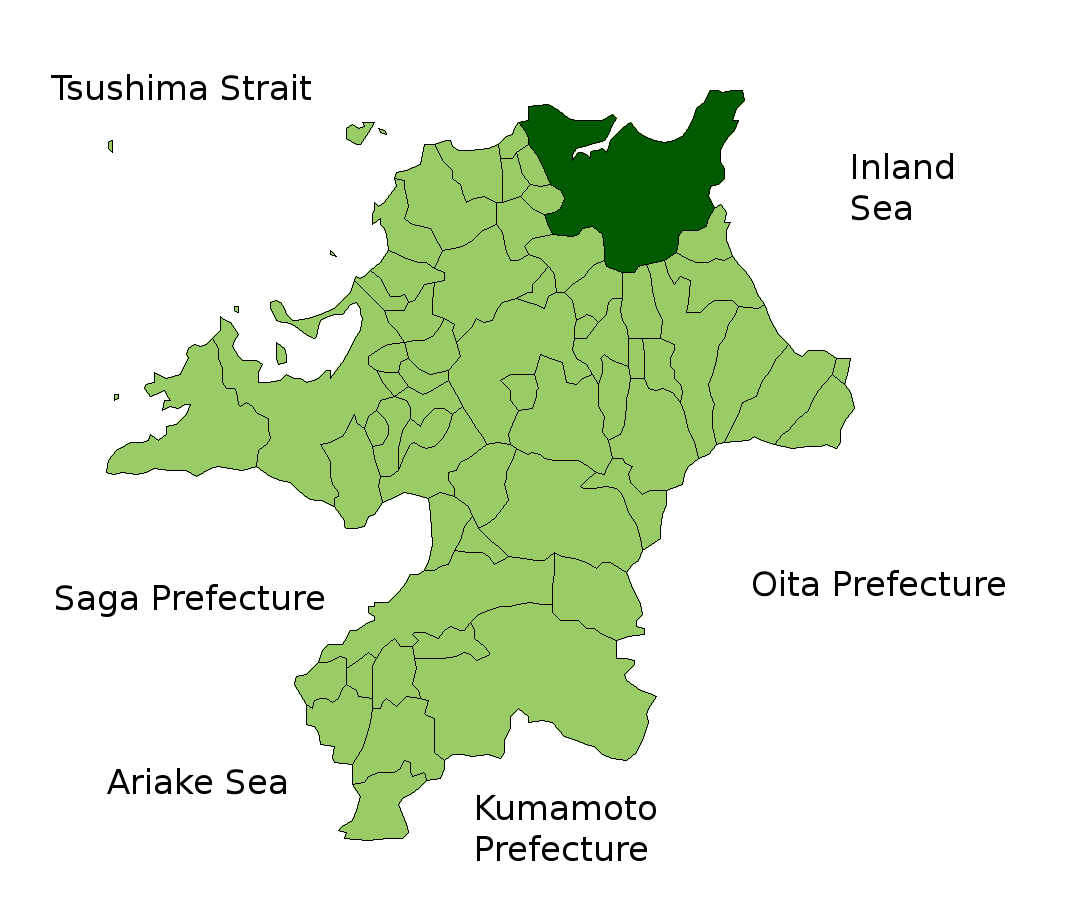

Kitakyūshū (北九州市 Kitakyūshū-shi?) este un municipiu din Japonia, prefectura Fukuoka.